# Muraltia crassifolia
Muraltia crassifolia är en jungfrulinsväxtart som beskrevs av William Henry Harvey. Muraltia crassifolia ingår i släktet Muraltia och familjen jungfrulinsväxter. Inga underarter finns listade i Catalogue of Life.